# Francesc Berenguer i Mestres

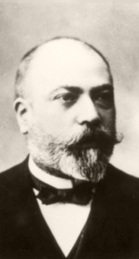
Francesc Berenguer i Mestres (zwischen 1905 und 1910)

Francesc Berenguer i Mestres (spanisch Francisco Berenguer; * 21. Juli 1866 in Reus; † 8. Februar 1914 in Barcelona) war ein katalanischer modernistischer Architekt. Als enger Freund von Antoni Gaudí arbeitete er intensiv mit diesem an der Sagrada Família und an der Colònia Güell. Francesc Berenguer wird in der Kunstgeschichte oft als die „rechte Hand Gaudís“ bezeichnet.

## Leben und Werk
Francesc Berenguer stand nahezu vollständig in Einklang mit dem Stil Antoni Gaudís, sodass es bei einigen Bauten regelrecht Abgrenzungs- und Zuordnungsprobleme gibt. Das neugotische Weingut Celler Güell in Sitges (Garraf) (1888–90) wird deswegen von manchen Fachleuten als das Werk Berenguers (und nicht das Werk Gaudís) angesehen. Berenguer war der Urheber des Asyls und Heiligtums von Sant Josep de la Muntanya in Barcelona (1910–14) und des Hauses, in dem Gaudí lebte, im Parc Güell (1905). Als geschickter Zeichner und Dekorationsexperte spezialisierte er sich auf Goldstickereiprojekte.